# Lista över nya svenska tätorter 2010
Detta är en lista över nya svenska tätorter 2010.

## Lista
| Tätort                   | Kommun               |
| ------------------------ | -------------------- |
| Avan                     | Luleå kommun         |
| Bergströmshusen          | Staffanstorps kommun |
| Björnänge                | Åre kommun           |
| Blackstalund             | Uppsala kommun       |
| Bredsand                 | Enköpings kommun     |
| Brottby                  | Vallentuna kommun    |
| Brännland                | Umeå kommun          |
| Drag                     | Kalmar kommun        |
| Duvesjön                 | Kungälvs kommun      |
| Eksund                   | Norrköpings kommun   |
| Finsta                   | Norrtälje kommun     |
| Graversfors              | Norrköpings kommun   |
| Grevie och Beden         | Staffanstorps kommun |
| Hedvigsberg              | Värmdö kommun        |
| Johannesudd              | Vallentuna kommun    |
| Katrinedal               | Vänersborgs kommun   |
| Kurland                  | Trelleborgs kommun   |
| Lanesund och Överby      | Uddevalla kommun     |
| Lidatorp och Klövsta     | Nynäshamns kommun    |
| Lilla Stenby             | Ekerö kommun         |
| Lurudden                 | Ekerö kommun         |
| Maln                     | Hudiksvalls kommun   |
| Marielund                | Strängnäs kommun     |
| Misterhult               | Oskarshamns kommun   |
| Norra Riksten            | Botkyrka kommun      |
| Norra Visby              | Gotlands kommun      |
| Nygård                   | Nykvarns kommun      |
| Ramdala                  | Karlskrona kommun    |
| Rolfhamre och Måga       | Ljusdals kommun      |
| Rusksele                 | Lycksele kommun      |
| Rättarboda               | Upplands-Bro kommun  |
| Segersäng                | Nynäshamns kommun    |
| Sjuhalla                 | Karlskrona kommun    |
| Skedvi kyrkby            | Säters kommun        |
| Skreanäs                 | Falkenbergs kommun   |
| Skriketorp               | Norrköpings kommun   |
| Skumparp                 | Malmö kommun         |
| Stamsjö                  | Lerums kommun        |
| Stenared                 | Göteborgs kommun     |
| Strandhugget             | Norrköpings kommun   |
| Söderby                  | Ekerö kommun         |
| Toarp                    | Malmö kommun         |
| Ulrika                   | Linköpings kommun    |
| Vansö kyrkby             | Strängnäs kommun     |
| Vassbäck                 | Kungsbacka kommun    |
| Västra Karaby            | Kävlinge kommun      |
| Västra Tommarp           | Trelleborgs kommun   |
| Yttersjö                 | Umeå kommun          |
| Ängsholmen               | Eskilstuna kommun    |
| Ölsta                    | Ekerö kommun         |
| Önneköp                  | Hörby kommun         |
| Örtofta                  | Eslövs kommun        |
| Österhagen och Bergliden | Upplands-Bro kommun  |
| Östorp och Ådran         | Huddinge kommun      |
| Östra Kallfors           | Södertälje kommun    |
| Östra Ånneröd            | Strömstads kommun    |
| Östraby                  | Hörby kommun         |
| Överboda                 | Umeå kommun          |
| Övre Svartlå             | Bodens kommun        |